# Isidora Ivanović
Isidora Ivanović (Beograd, 1983) srpski je akademski slikar.

## Biografija
Diplomirala i magistrirala 2004. godine na Akademiji Likovnih umetnosti u Moskvi u klasi profesora V. N. Teljina, odsek slikarstvo. Samostalno izlagala u Moskvi, Rjazanji, Beogradu, Mladenovcu, Subotici, Somboru, Apatinu, Kuli, Bačkoj Palanci. Učestvovala je na preko 40 izložbi, salona i kolonija u SAD, Rusiji, Gruziji, Italiji, BiH, Crnoj Gori, Srbiji...
Od 2010. godine, kao osnivač Umetničkog udruženja „DivArt“, ostvaruje brojne umetničke projekte i vodi „Malu školu umetnosti DivArt“, za decu predškolskog i školskog uzrasta. Član je SOHO BG grupe.
Pored slikarstva bavi se mozaikom, skulpturom i keramikom. Umetnost Isidore Ivanović predstavljaju galeristi u Srbiji, SAD i Rusiji. Njeni radovi se nalaze u privatnim kolekcijama u Nemačkoj, Austriji, Norveškoj, Americi, Švajcarskoj, Gruziji, Rusiji, BiH, Crnoj Gori, Srbiji.
Živi i radi u Beogradu.

## Odlikovanja, priznanja, nagrade
- Dobitnik je posebne Gramate za doprinos srpskoj umetnosti „Boje Srbije“, Moskva, Rusija, 2013. godine,
- Dobitnik je posebnog priznanja za zasluge na Art Fest & Doral, Miami, Florida, SAD, 2012. godine,
- Dobitnik je posebnog priznanja za doprinos umetnosti Carlos Albizu University, Miami, Florida, SAD, 2012. godine,
- Dobitnik je nagrade Ruske Akademije Umetnosti 2008. godine,
- Odlikovana je 2007. godine Ordenom II reda Kantakuzine Katarine Branković za zasluge Srpskoj Pravoslavnoj Crkvi Mitropoliji Zagrebačko-Ljubljanskoj ( 2005-2007 god. sa grupom ruskih slikara živopiše Srpsku pravoslavnu crkvu - Saborni hram Svetog Preobraženja Gospodnjeg u Zagrebu.)

## Galerija

### Ciklus „Za veru i otadžbinu, stogodisnjica Velikog rata“
- Limun žut
- Žene
- Izgubljeno pismo
- Golgota

### Vinča i Lepenski vir
- Slike poliptih
- Crveni ratnik II
- Kolo
- Bog reke

### Pejzaži
- Studenica landscape I
- Fields
- Mountain top
- Sad fall

## Samostalne izložbe
- 2015.

Otvoreni atelje DivArt, Beograd
„Za Veru i Otadžbinu! Životne priče u Velikom ratu“, Muzej savremene umetnosti i Muzej Kremlja, Rjazanj, Rusija
- 2014.

„Za Veru i Otadžbinu! Životne priče u Velikom ratu“ Galerija Progres, Beograd
- 2013.

Ambasada Republike Srbije u Ruskoj Federaciji, Moskva
Galerija Mina Karadžić, Loznica
- 2012.

Centar za kulturu Mladenovac, galerija „Foaje“, Mladenovac
- 2011.

Galerija Krupar Art, Subotica, Bačko Dušanovo
- 2010-2011.

Galerija „Start-06“ Kulturnog centra Čukarica, Beograd
- 2010.

Likovna Galerija Kulturnog Centra Kula
Galerija Kulturnog Centra Apatin, „Meander“
Galerija Kulturnog Centra Sombor
- 2009.

Galerija Kulturnog Centra Bačka Palanka

## Projekti
- 2015.

Ilustracije za dečiju knjigu „Lukin kameni brod“ Ljiljane Dugalić
- 2014-2018.

„Za Veru i Otadžbinu! Životne priče u Velikom ratu“ Galerija Progres, Beograd. Srbija, Rusija, Francuska
- 2013.

Ilustracije za dečiju knjigu „Luka u čarobnom dvorištu“Ljiljane Dugalić
Projekat predstavljanja srpske umetnosti u Rusiji (Moskva, Vladimir, Veliki Novgorod)- izložba „Boja Srbije“ pod pokroviteljstvom Ambasade Republike Srbije.
- 2012.

Završna izložba dečijih radova kreativne radionice DIV, Art Hall Diversus Visum, Beograd
, Miami, SAD
Projekat „Serbia in Focus“, Predstavnik srpske delegacije na Art Fest @ Doral, Majami, Florida, SAD.
. Krеаtivne rаdionice za odrasle i decu (školskog uzrasta) u 
- 2011.

Krеаtivne rаdionice za odrasle i decu (školskog uzrasta) u 
Projekat „Ekološke poruke“ u saradnji sa Udruženjem „Naša Deca“ i Sekretarijatom za ekologiju
- 2011.

Projekаt „Krаvice u grаdu“. U 30 držаvа svetа proizvedeno je preko 5000 unikаtnih gipsаnih figurа krаvа koje krаse neke od nајаtrаktivnijih turističkih destinаciја. Projekаt je stigао i u Beograd, te su poznаti umetnici, glumci, pevаči i orgаnizаcije oslikаli 33 figure krаvа, koje su nekoliko meseci krаsile centаr Beogradа. Nаkon izložbe oslikаne figure krаvа biće poklonjene u humаnitаrne svrhe, tаko dа će krаsiti vrtiće, institucije i grаdove širom Srbije;
Počela je rеаlizаciја projektа SOHO BG u sаrаdnji sа Lukom Beograd kоја podrаzumevа Stvаrаnje umetničke četvrti u Beogradu
- 2010.

Projekаt „Rаzličiti pogledi“ sа osobаmа sа posebnim potrebаmа gde se postigао neverovаtаn uspeh u rаzviјаnju krеаtivnih sposobnosti kod osobа sа posebnim potrebаmа u oblаsti slikаrstvа i vајаrstvа
Slikаrskа i vајаrskа rаdionicа zа „Svetski dаn detetа“ u sаrаdnji sа opštinom Zvezdаrа
- 2005—2007.

Živopis sabornog hrama Srpske pravoslavne crkve u Zagrebu Sv. Preobraženja Gospodnjeg

## Kolektivne izložbe
- 2015.

 Međunarodna izložba „Žene slikari“, Majdanpek
- 2014.

„Za Veru i Otadžbinu! Životne priče u Velikom ratu.“ Galerija Progres, Beograd. Srbija, Rusija, Francuska
- 2013.

Izložba „Boja Srbije“ pod pokroviteljstvom Ambasade Republike Srbije, Moskva, Vladimir, Veliki Novgorod, Rusija
- 2012.

Miami River Art Fair- Art Basel, Miami, Florida, SAD
Miami Airport Convention Center, Majami, Florida, SAD	2012. Brickell Gallery Space, Majami, Florida, SAD
, Majami, Florida, SAD, (član srpske delegacije)
Neprekidnost umetnosti Lepenskog Vira i Vinče, Galerija Progres
 Krajiški Likovni Salon, Dom Vojske, Beograd
- 2011.

Izložba Likovne kolinije Mladenovac, Mladenovac
Art Market, Kuća Kralja Petra, Beograd.
- 2010.

 Krajiški Likovni Salon, Dom Vojske, Beograd
Izložba Međunarodne Likovne kolonije Bardača, Gradiška, Rep. Srpska
Izložba Međunarodnog likovnog saborovanja Dobrun-Višegrad’, Gradska galerija, Višegrad
- 2009.

Prvi Međunarodni Bijenale EX LIBRIS Vojvodina, Novi Sad
Izložba Međunarodne Likovne kolonije Bardača, Srbac, Rep. Srpska
- 2008.

Moskovski Međunarodni Art Salon- “Umetnik”, Centralni dom Umetnika, Moskva
- 2007.

 Likovna Kolonija Kolut Mandić, Srpski Kulturni Centar Svetog Save, Subotica.
- 2006.

Prvi Međunarodni Bijenale EX LIBRIS, Pančevo
- 2005-2006.

XII Beogradska Mini Art Scena, Galerija Singidunum, Beograd
- 2005.

„Imena i nade za zdrav život“- Dom Omladine, Beograd
„Međunarodno likovno saborovanje Dobrun-Višegrad“, Gradska galerija, Višegrad
, Banski dvor, Banja Luka
, 
- 2004.

Moskovski Međunarodni Art Salon- „Ekologija“, Centralni dom Umetnika, Moskva
Izložba Mladih- Galerija Udruženja likovnih umetnika Moskve „Na Begovoy“, Moskva
Dom Kulinić Galerija- „II Art Internacional“, Moskva
- 2003.

Moskovski Međunarodni Art Salon ”Novoe pokolenije”, projekat: „Prvi Art Internacional“, Centralni dom Umtenika, Moskva
„“, Narodni Muzej, Zaječar
 Izložba Mladih- Galerija udruženja likovnih umetnika Rusije „Kuznetsky Most“, Moskva

## Kolonije i radionice
- 2015.

 Međunarodna likovna kolonija Maldenovac
- 2013.

 Međunarodno Likovno Saborovanje Dobrun- Visegrad, Visegrad
Likovna kolonija, Banja Vrućica, Teslić, Republika Srpska
- 2012.

 Međunarodno Likovno Saborovanje Dobrun- Višegrad, Višegrad
Likovna kolonija Kruparart, Subotica, Bačko Dušanovo
- 2011.

 Međunarodno Likovno Saborovanje Dobrun- Višegrad, Višegrad
Likovna kolinija Mladenovac
- 2010.

 Međunarodno Likovno Saborovanje Dobrun- Višegrad, Višegrad
Druga Međunarodna Likovna kolonija „Art in the wild beauty“, Šavnik-Žabljak-Plužine, Crna Gora
27. Međunarodna Likovna kolonija Bardača, Srbac, Republika Srpska
- 2009.

 Međunarodno Likovno Saborovanje Dobrun- Višegrad, Višegrad
Međunarodna Likovna kolonija Bardaca, Srbac, Rep. Srpska
- 2008.

“Međunarodna Likovna Kolonija Studenica”, Studenica
 Međunarodno Likovno Saborovanje Dobrun- Višegrad, Višegrad
- 2007.

 Međunarodno likovno saborovanje Dobrun-Višegrad, Višegrad
Jubilarni XV saziv likovne kolonije „Kolut-Mandić“
- 2006.

 Međunarodno likovno saborovanje Dobrun- Višegrad, Višegrad
- 2005.

 Likovna kolonija „Šestić“, Banja Luka
 Međunarodno likovno saborovanje Dobrun-Višegrad, Višegrad
 Likovna kolonija „Poslednja srpska prestonica- Smederevo“
- 2003.

Međunarodna likovna kolonija „Gamzigrad“, Zaječar

## Spoljašnje veze
- Zvanična veb prezentacija
- Сееcult/Životne priče u Velikom ratu